# Repasseur
Repasseur (von französisch Repassage, „Nachprüfung“) ist ein historischer Beruf unter anderem im Uhrmachergewerbe.
Als Nacharbeiter führte er die letzten Kontrollen fertig zusammengesetzter Uhren durch, bevor sie die Manufaktur verließen. Zur Zeit der handwerklichen Uhrenfertigung gehörten zum Repassieren auch noch gewisse Schlussarbeiten und das Beheben von Fehlern dazu, ähnlich der Finissage. Repassieren wurde 1911 in Brockhaus’ Kleines Konversations-Lexikon aus dem Französischen für „zurückreisen; schleifen, abziehen (Messer, Uhren); nochmals durchgehen, prüfen (Rechnung etc.)“ definiert.
Ein Repassierer stopfte Löcher und Laufmaschen in teuren Damenstrümpfen. Repassierer ist ein Gewerbe in Österreich.